# Ксирокур
Ксироку́р (фр. Xirocourt) — коммуна во французском департаменте Мёрт и Мозель, региона Лотарингия. Относится к кантону Аруэ.

## География
Ксирокур расположен в 30 км к югу от Нанси, на левом берегу реки Мадон. В 4 км южнее Ксирокура проходит граница соседнего департамента Вогезы. Соседние коммуны: Тантонвиль, Аффракур, Водевиль, Водиньи, Жермонвиль, Сен-Фирмен и Пре.

## Демография
Население коммуны на 2010 год составляло 454 человека.
| 1962 | 1968 | 1975 | 1982 | 1990 | 1999 | 2010 |
| ---- | ---- | ---- | ---- | ---- | ---- | ---- |
| 329  | 309  | 277  | 310  | 338  | 406  | 454  |